# RKS České Budějovice
RKS České Budějovice je středovlnný vysílač sloužící k rozhlasovému vysílání, sestávající ze tří stožárů umístěných v Husově kolonii v okrese České Budějovice. Nejvyšší z nich měří 107 metrů, dva menší pak 50 a 60 metrů.
První vysílač v Českých Budějovicích postavili Němci za druhé světové války v Husově kolonii. Od 9. září 1944 přenášel program Böhmen. V sobotu 5. května 1945 kolem poledne vztyčil Bohuslav Samec na 50 metrů vysokém stožáru československou vlajku. Od 14 hodin vysílač přejal hlášení pražského povstaleckého rozhlasu a stal se prvním vysílačem rozhlasové stanice České Budějovice.
K vysílání z Husovy kolonie slouží stožáry vysoké 50, 60 a 107 metrů. Z nejvyššího šířila na frekvenci 954 kHz své vysílání stanice ČRo Dvojka. Ve všední dny od 4:00 do půlnoci, o víkendu od 5:00. Vysílání bylo ukončeno 31. prosince 2021 ve 23:59:59. Na této frekvenci nově vysílá ČRo Radiožurnál s modulací DRM. Z toho šedesátimetrového Radio Dechovka, které bylo spuštěno 31. března 2014 a ukončeno 28. února 2021.  Z nejnižšího vysílače byla šířena stanice ČRo Plus, která tu vysílala od 6. června 2016 do 31. prosince 2021, kdy ukončila vysílání ve 23:59:59. Do 18.7.2023 se vysílalo ve formátu DRM na frekvenci 954 kHz s výkonem 3 kW. Toto vysílání nahradilo v 10 hodin toho dne Country Rádio na identické frekvenci 954 kHz s výkonem 5 kW. Podobně Country Rádio od 1.10.2023 využívá i vysílač Liblice.

## Vysílané rozhlasové stanice

### V současnosti vysílané rozhlasové stanice
|         | Stanice       | Kmitočet | Výkon (ERP) | Čas vysílání |
| ------- | ------------- | -------- | ----------- | ------------ |
| AM (SV) | Country Rádio | 954 kHz  | 5 kW        | 4:00-23:59   |

### Dříve vysílané rozhlasové stanice
|         | Stanice        | Kmitočet | Výkon (ERP) | Čas vysílání                            |
| ------- | -------------- | -------- | ----------- | --------------------------------------- |
| AM (SV) | ČRo Dvojka     | 954 kHz  | 30 kW       | 4:00–23:59 (Po–Pá); 5:00–23:59 (So, Ne) |
| AM (SV) | ČRo Plus       | 1071 kHz | 5 kW        | nonstop                                 |
| AM (SV) | Radio Dechovka | 1233 kHz | 2 kW        | nonsop                                  |

#### Rozhlasové stanice vysílané v DRM
|          | Stanice         | Kmitočet | Výkon (ERP) | Čas vysílání |
| -------- | --------------- | -------- | ----------- | ------------ |
| DRM (SV) | ČRo Radiožurnál | 954 kHz  | 3 kW        | 4:00-23:59   |